# هنري هارلاند
هنري هارلاند (بالإنجليزية: Henry Harland)‏ (1 مارس 1861، نيويورك في الولايات المتحدة - 20 ديسمبر 1905، سانريمو في إيطاليا)؛ كاتِب ومؤلِّف، صحفي وروائي أمريكي.

## روابط خارجية
- هنري هارلاند على موقع إن إن دي بي (الإنجليزية)